# Université de Fukuoka
L'université de Fukuoka (福岡大学, Fukuoka Daigaku) est une université privée japonaise, située à Fukuoka.

## Personnalités liées

### Professeurs
- Misako Izu

### Anciens étudiants
- Yoshinori Kobayashi, mangaka